# Associated Artists Productions
Associated Artists Productions (AAP) était un distributeur de films et de courts métrages pour la télévision. La compagnie est fondée en 1953 par Elliot Hyman.
En 1957, l'a.a.p. obtient le catalogue des films d'avant 1948 de la Warner Bros. Pictures, ainsi que Popeye qui appartenait à la Paramount Pictures.